# يوسف السويدي
يوسف بن نعمان بن محمد سعيد السويدي العباسي البغدادي،( ولد عام 1270هـ/1854م، وتوفي 1929م ) ويأتي لقب أسرته السويدي نسبة إلى جده الأكبر عبد الله السويدي، والذين تعود أصولهم إلى عائلة آل مدلل وهم من القاطنين في قضاء الدور شمال سامراء وينتسبون إلى جدهم الأكبر العباس بن عبد المطلب عم النبي محمد. وكان من أشد المتحمسين للقضية العربية في عهد الدولة العثمانية، فاعتقل ونفي بسببها، ثم عاد إلى العراق بعد انتهاء الحرب العالمية الأولى، وزوال حكم الدولة العثمانية، فكان من المنادين بالثورة والمقاومة ضد الاحتلال البريطاني للعراق، فطلبه البريطانيون، فاضطر إلى مغادرة بغداد فذهب إلى بلاد الشام، واستقر فترة في دمشق، ثم رجع إلى بغداد بعد تولي الملك فيصل الأول عرش العراق، حيث اختير عضواً في مجلس الأعيان ثم اختير أول رئيس لمجلس الأعيان في العراق في 16 تموز 1925 وجدد انتخابه حتى 16 تموز 1929. ولقد توفي في عام 1929م.  وهو يعتبر أحد رجال ثورة العشرين، وأحد قضاة العراق، حيث عمل قاضيا لفترة وجيزة.

## أولاده
ومن أولاده:
- ثابت السويدي، الذي قتله الاتحاديون سنة 1914، وهو في طريقه لتسلم منصب قائمقام دير الزور.
- ناجي السويدي 1882-1942م، وهو سياسي عراقي معروف ورئيس وزراء العراق وأحد مؤسسي الدستور العراقي في العهد الملكي.[3][4]
- توفيق السويدي رئيس وزراء العراق.
- عارف السويدي القاضي العراقي.
- الدكتور الطبيب شاكر السويدي.